# Parsorminan I
Parsorminan I is een bestuurslaag in het regentschap Tapanuli Utara van de provincie Noord-Sumatra, Indonesië. Parsorminan I telt 524 inwoners (volkstelling 2010).